# 甲越同盟
甲越同盟（日语：／）是於天正7年（1579年），由甲斐的大名武田勝賴與越後的大名上杉景勝之間締結的同盟。亦被稱為越甲同盟（日语：／）。
該同盟作為軍事同盟，一直持續至3年後的天正10年（1582年）發生的甲州征伐為止，對戰國時代後期的甲斐、越後，以及後北條氏的相模等東國諸勢力之間的關係產生了影響。

## 同盟締結前的關係

### 甲斐武田氏與山內上杉氏、長尾氏
在戰國時代，甲斐國於守護武田信虎的時代實現了國內統一。信虎與扇谷上杉氏及山內上杉氏兩支上杉家族締結了同盟，並與這兩支上杉氏的敵對勢力伊勢氏（即後來的後北條氏）及駿河國的今川氏展開抗爭。
大永4年（1507年），信虎與山內上杉氏共同進行了關東遠征。然而，信虎在返回甲斐後，於大永5年與北條氏綱短暫和睦。大永5年（1508年），北條氏綱為了攻擊山內上杉氏，與越後國的長尾為景達成協議，並向信虎提出使者通過其領地的請求。同年3月10日，長尾為景要求信虎允許其使者經由甲斐通行，以向氏綱送禮，但信虎以「與長尾氏有舊怨」為由拒絕了這一請求。
因此，武田氏與後北條氏的和睦破裂。然而，由於此時尚未見到武田氏與長尾氏之間有任何直接接觸，推測信虎此舉是為了顧及其同盟夥伴山內上杉氏的立場。
信虎在天文年間與信濃國諏訪郡的諏訪氏及駿河的今川氏締結同盟，並與後北條氏和睦。
天文9年（1540年），信虎與諏訪氏及村上氏結盟，進攻信濃小縣郡。同年，於天文10年（1541年）5月25日的海野平之戰中擊敗海野棟綱，將其驅逐。海野棟綱逃亡至上野國，投靠關東管領上杉憲政。因此，上杉憲政為支援海野棟綱，向信濃小縣郡及佐久郡出兵。
此舉導致信虎與山內上杉氏的關係惡化，最終信虎選擇撤兵。
同年（天文10年，1541年）6月4日，信虎返回甲斐後，發生了嫡子武田晴信（即後來的武田信玄）將信虎流放至駿河的事件。此時，7月間上杉憲政向信濃出兵，諏訪賴重擅自與憲政和睦並割讓領土。晴信繼承家督後，認為此舉違反盟約，遂發起對諏訪氏的攻擊。
在外交方面，晴信轉變方針，與相模國的北條氏康及駿河國的今川義元締結甲相駿三國同盟，並開始信濃侵攻以推進信濃一帶的領國化。此舉使武田氏與山內上杉氏的關係進一步惡化。天文16年（1547年）8月6日，武田氏攻擊佐久郡的志賀城時，上杉憲政派遣援軍前來支援，但武田軍在佐久郡小田井原擊敗了援軍（即小田井原之戰）。
隨後，武田氏與北信濃的村上義清、信濃守護小笠原長時展開交戰。天文22年（1553年）4月，武田軍將村上義清逐出其居城葛尾城（現今長野縣坂城町），義清逃亡至越後國投靠長尾景虎（即後來的上杉謙信）。
至此，武田氏在北信濃地區與由上杉謙信支持的信濃國眾形成對立，圍繞北信濃的控制權展開了著名的川中島之戰。

### 甲斐武田氏・越後長尾氏的外交路線
另一方面，在越後國，守護代長尾氏統一了國內。被北條氏康從北關東驅逐的關東管領上杉憲政，將山內上杉家的家督與關東管領職傳給了上杉謙信。上杉謙信在北關東與氏康對峙，同時在信濃支持北信濃勢力，與武田信玄展開對決，實行了兩個戰線的作戰策略。
北信濃地域中，信玄與謙信的對決隨著永祿4年（1561年）的第四次川中島之戰為契機逐漸收束。此後，信玄轉變對外方針，於永祿12年（1569年）解除了甲相駿三國同盟，並開始對今川氏的領國駿河展開進攻（即駿河侵攻）。
信玄的駿河侵攻導致與後北條氏的甲相同盟破裂，而在駿河地區，武田氏同時面臨後北條氏與三河國的德川家康的夾擊。
永祿12年，在相模，後北條氏的一族（據說是北條氏康的七男，但也有不同說法），即北條三郎（後來的上杉景虎），成為上杉謙信的養子，並成立了越相同盟。然而，這一同盟並未發揮軍事同盟的作用，北關東和東上野地區的北條與謙信之間的對立依然持續。同年，信玄透過尾張國的織田信長和室町幕府第15代征夷大將軍足利義昭的仲介，與謙信締結了和睦（即甲越和與）。
在後北條氏方面，儘管試圖加強越相同盟以對抗信玄，但在氏康去世後的元龜2年（1571年），信玄與氏康的嫡子北條氏政之間重新締結了同盟（即甲相同盟）。此同盟更像是一種互不侵犯條約，駿河地區則被承認為武田氏的領地。
元龜4年（1573年），武田信玄去世，由其子武田勝頼繼承家督。勝頼沿襲了信玄後期的外交方針，試圖恢復三河國與遠江國的控制。然而，在天正3年（1575年）的長篠之戰中，武田軍遭到織田信長與德川家康聯合軍的重創，導致武田氏擴張領地內部出現動搖。
此時，流亡至紀伊國的足利義昭呼籲武田氏（甲斐）、後北條氏（相模）、上杉氏（越後）三方實現和睦（即甲相越一和）。對於在長篠敗戰後試圖與上杉謙信和解的勝頼來說，義昭的提議正中下懷。同年9月28日，勝頼向義昭的側近一色義長表明接受義昭和睦方案的意向。
謙信對與武田的和睦並未表示反對，但拒絕與北條和解。由於後北條氏與上杉氏之間的不和，甲相越一和未能實現。然而，武田氏與上杉氏之間的和睦在10月內達成。對於因長篠敗戰及其後織田氏與德川氏的攻勢而陷入困境的勝頼來說，此舉成功改善了武田氏的外交局勢。
翌正4年（1576年）9月，武田勝頼與庇護足利義昭的安藝國大名毛利輝元締結同盟（即甲藝同盟）。此舉使得武田氏、上杉氏、毛利氏以及石山本願寺共同組成了對抗織田信長的信長包圍網。
另一方面，勝頼通過迎娶北條氏政之妹桂林院為後室，進一步鞏固了既有的甲相同盟，以加強與後北條氏的關係。
需要注意的是，天正3年（1575年）10月締結的甲越和睦在天正6年（1578年）8月時仍在持續，其性質可被視為甲越同盟的延續。這表明，武田與上杉之間的關係深化是為了進一步強化信長包圍網的力量。

## 同盟締結
天正6年（1578年）6月，越後國的上杉謙信突然去世，引發了上杉氏內部的繼承之爭，兩位養子上杉景虎與上杉景勝之間展開了激烈的內戰，史稱「御館之亂」。
其中，景虎向其實家後北條氏請求援軍，而北條氏政則向武田勝頼請求支援景虎。為此，勝頼於同年5月下旬派遣一門重臣武田信豐前往信濃國邊境，以表示對景虎的後援。
武田勝頼起初對於上杉景勝提出的和睦請求表示接受，並嘗試在景勝與上杉景虎之間進行調停。自天正6年（1578年）6月初，勝頼便開始與景勝方面接觸。
同月，勝頼親自率軍出兵，進駐海津城（現今長野縣長野市），並與景勝交換誓詞。此外，勝頼還從景勝處接受了謝禮金品。
至6月下旬，武田軍已逐步逼近春日山城，顯示出對景勝的強力支持。
武田勝頼的調停最終以失敗告終。到了天正6年（1578年）8月，勝頼向上杉景勝發出了起請文，並以自己的妹妹菊姬嫁給景勝以及割讓東上野部分領地為條件，與景勝交換誓詞，將外交方針轉向支持景勝一方，與其締結同盟。
9月上旬，勝頼返回甲府，同月再次接到景勝的援助請求，隨即派兵至越後的妻有城，展開軍事支援。此時，雙方締結的盟約已作為軍事同盟開始發揮實際作用。

### 甲越同盟的內容
一　此次雙方交換誓約書後，武田家承諾永遠不會對上杉景勝失禮。兩家共同進退，除非一方滅亡，否則將保持通交並進行意見交換。
一　武田家從此在政治事務上，不會對景勝採取表裡不一的態度。因此，侍奉景勝御前（菊姬）的侍者，必須毫無疏漏地履行對上杉家的賦役等義務。
一　若武田家中出現敵對景勝的意見，不論該意見來自何種地位或關係的人，都絕不寬恕。如若頑抗不服，將予以懲罰。
補充條款：
- 景勝向勝頼贈送黃金1萬兩（出自《甲陽軍鑑》）。
- 上杉家割讓東上野的領地及信濃飯山領，實現武田家對信濃全域的支配，完成武田信玄未竟的事業。
- 透過勝頼之妹菊姬與景勝的婚姻，締結景勝與武田兩家的同盟[12]。

在甲越同盟的交涉過程中，武田方主要由親族與家老層負責，特別是配置於信越國境的武田信豐、春日虎綱及其子信達，此外還包括譜代家老小山田信茂、勝頼的側近跡部勝資與長坂光堅，以及曾居住於越後的長井昌秀等人參與了傳達人工作。
值得注意的是，甲越同盟的外交傳達人在武田家中呈現出「家格高的一門親族」與「當主側近」相結合的特點。據推測，儀禮性事務主要由一門親族負責，而實務性事務則由當主的側近分擔處理。
關於甲越同盟締結時由武田氏發出的文書，大多保存在上杉家文書中。然而，由於武田氏的家傳文書已部分散逸，導致上杉氏所發出的文書現存數量較少，因此有關上杉方傳達人的具體情況仍存在許多不明之處。
不過，自上杉方正式派遣使者後，武田氏發給的書狀中，除了直接致上杉景勝的以外，其餘全部是致斎藤朝信、新発田長敦、竹俣慶綱三人之一或三人共同的書狀。這表明，當時景勝政權的核心人物正是這三人，他們負責作為與武田氏交涉的傳達人。

### 甲越同盟的影響
武田勝頼於天正6年（1578年）9月返回甲府，並於同年12月正式安排菊姬與上杉景勝的婚約。翌年天正7年（1579年）4月，勝頼再次出兵越後，並於同年9月完成菊姬的輿入儀式。根據《甲陽軍鑑》的記載，在此婚禮期間，上杉方向武田方贈送了大量金品。
此外，御館之亂於天正7年3月因上杉景虎敗於景勝而自盡告終，內亂得以平息。
然而，景虎的敗亡使後北條氏與武田氏的關係惡化，最終於天正7年3月宣告斷交，導致甲相同盟破裂。
後北條氏進一步與德川家康和睦，聯手對抗武田氏，並在領地接壤的駿河及東上野地區引發了武田氏與後北條氏之間的衝突。天正7年（1579年）7月，武田氏對北條支配下的東上野展開進攻，與北條氏邦（北條氏政之弟）對峙。
雖然甲越同盟的主要目的是針對織田氏的聯盟，但由於上杉景勝在御館之亂後面臨領內與家中秩序的嚴重不穩定，無法對武田氏提供充分的軍事支援。此外，上杉氏在謙信後期已與織田氏斷絕關係，因此在對織田氏的共同行動上也難以形成實質性的協同作戰。
因此，武田勝頼為了在對抗後北條氏以及與織田氏的外交中尋求新的突破，開始探索新的同盟對象。他回顧了信玄後期甲相同盟破裂時，曾向後北條氏的對手常陸國的佐竹氏提出同盟的先例，並於天正8年（1580年）正式展開與佐竹氏的交涉。同年，雙方互相出兵支援，確認了甲佐同盟的成立。
此外，勝頼還進一步擴展同盟範圍，與里見氏等關東的中小勢力建立聯繫，形成對後北條氏的牽制力量，進一步強化對抗後北條氏的戰略佈局。
甲佐同盟的締結過程中，武田方的傳達人人選是武田家一門的武田信豐與勝頼的側近跡部勝資，這一安排與甲越同盟相似，均為當主一門與側近的組合。
以甲越同盟與甲佐同盟為軸，武田勝頼在天正8年（1580年）4月命令家臣真田昌幸攻略沼田領，並於翌月成功攻陷沼田城。更進一步地，勝頼於同年10月再次親自出陣至東上野，將沼田領正式納入武田氏的領國版圖。
另一方面，同年上杉景勝向勝頼提出出兵越中的請求，勝頼則派遣外交使僧作為回應。雖然甲越同盟在一定程度上作為軍事同盟發揮了作用，但由於上杉方領國內部及家中的不穩定性，其功能未能完全發揮。
與此同時，勝頼也試圖與織田信長達成和睦（即甲江和與）。在這一過程中，織田氏與佐竹氏之間的外交關係發揮了作用，佐竹氏當主佐竹義重充當了勝頼與信長之間的和睦仲介者。然而，上杉景勝對勝頼試圖與信長和睦一事表示了擔憂。
雖然甲江和與一度顯示出一定的進展，但到了天正10年（1582年），織田信長與德川家康的聯合軍以及後北條氏展開了全面的甲斐侵攻。面對這一局勢，武田勝頼向盟友上杉氏請求援軍，然而，由於當時上杉氏內部遭遇新發田重家的叛亂，無法抽調足夠的兵力支援。最終，武田氏在同年滅亡，結束了其作為戰國大名的歷史。
同年末，隨著本能寺之變的爆發，織田信長在上方意外身亡，導致武田遺領成為權力的空白地帶。圍繞這片遺領，上杉氏、德川氏與後北條氏之間爆發了天正壬午之亂。在此期間，上杉氏庇護了以市河氏為代表的北信地區部分武田遺臣，並接收了北信地區的部分舊武田領土。然而，信濃與甲斐的主要領地最終由德川氏掌控。
隨後，上杉氏選擇臣服於豐臣政權，並在關原之戰後，作為近世大名得以延續其家族的統治地位，進入江戶時代。

### 武田氏滅亡要因
武田氏滅亡的原因可以從幾個角度來分析。首先，儘管在甲越同盟的締結下，御館之亂以上杉景勝的勝利告終，使得北條氏政選擇破棄與武田勝頼的同盟。然而，勝頼並未因此止步，他成功與佐竹義重等北關東的大名結盟，進一步擴大了武田氏的領地，達到武田氏歷史上最大規模的領國。這表明長篠合戰的失敗並非武田氏滅亡的直接原因。
然而，北條氏政隨後與織田信長及德川家康結盟，形成對武田氏的反包圍。尤其是在高天神城之戰中，由於與北條氏的對立，勝頼未能成功救援高天神城，這成為武田氏滅亡的關鍵因素之一。許多武田遺臣認為，武田氏的滅亡主要源於北條氏同盟的破棄，而非長篠合戰的失敗。
因此，可以說武田氏滅亡的原因在於甲越同盟。
另一方面，也有研究者對甲越同盟持正面評價。
雖然甲越同盟導致了武田氏因與北條氏敵對而滅亡，但這只是事後的結果論，勝賴的判斷並非錯誤。勝賴擔心如果親北條的景虎繼承上杉氏，北條氏將因此壓倒武田氏，破壞雙方的平衡。然而，若由親上杉的景勝繼承上杉氏，武田、上杉、北條三者之間的力量將重新達成均衡。此外，作為平定御館之亂的功臣，武田氏也能對上杉氏產生更大的影響力。因此，勝賴的選擇並非愚策。

## 註腳

### 出處
1. 1 2  丸島（2006）、p.123
2. ↑  丸島（2006）、pp.123 - 124
3. 1 2  丸島（2006）、p.125
4. ↑  丸島（2006）、p.129 - 130
5. 1 2 3  丸島（2006）、p.131
6. ↑  《上越市史》記載謙信對於過去由於北條氏政單方面破棄越相同盟一事耿耿於懷，因此拒絕與北條和解。
7. ↑  6月7日，跡部勝資致上條政繁等越後揚北眾的書狀中提及此事，見《杉原文書》。
8. ↑  6月12日，武田信豐致上杉景勝的書狀中記錄了此事，見《上杉家文書》。
9. ↑  6月24日，武田勝頼致齋藤朝信的書狀中提到此事，見《齋藤文書》。
10. ↑  8月19日，武田勝頼致上杉景勝的起請文，見《覺上公御書案》。
11. ↑  《上杉家文書》中僅存武田勝頼的誓詞。
12. ↑  《長篠合戦と武田勝頼》，平山優著，吉川弘文館，第158頁至159頁。
13. ↑  丸島和洋，2000年。
14. ↑  片桐昭彦〈上杉景勝の権力確立と印判状〉（初出：『新潟史学』45號，2000年/收錄於《戦国期発給文書の研究》，高志書院，2005年）。
15. ↑  值得注意的是，戰國時期的同盟通常以「甲越同盟」這樣的方式，使用同盟國之間的令制國名縮寫來稱呼。然而，武田氏與佐竹氏之間的同盟，在文書中被記載為「甲佐」，這是因為佐竹氏及其他關東諸氏族並非一國規模的完全統治勢力，而佐竹氏甚至尚未完全掌控常陸國的大部分區域（丸島 2011）。關於甲佐同盟的詳細，參見丸島和洋《武田氏の対佐竹氏外交と取次》，收錄於《戦国大名武田氏の権力構造》，2011年。
16. ↑  《長篠合戰與武田勝賴》，平山優，吉川弘文館，2014年，第277頁～279頁。不過，平山在後來的研究中也指出，勝賴是以實現甲越相三國和睦為目標，對此表現出一定的理解（《武田勝賴》，戎光祥出版，2025年，總論，第40頁）。
17. ↑  《武田勝賴 日本にかくれなき弓取》，笹本正治，ミネルヴァ書房，第162頁～163頁。